# Satin Sheers

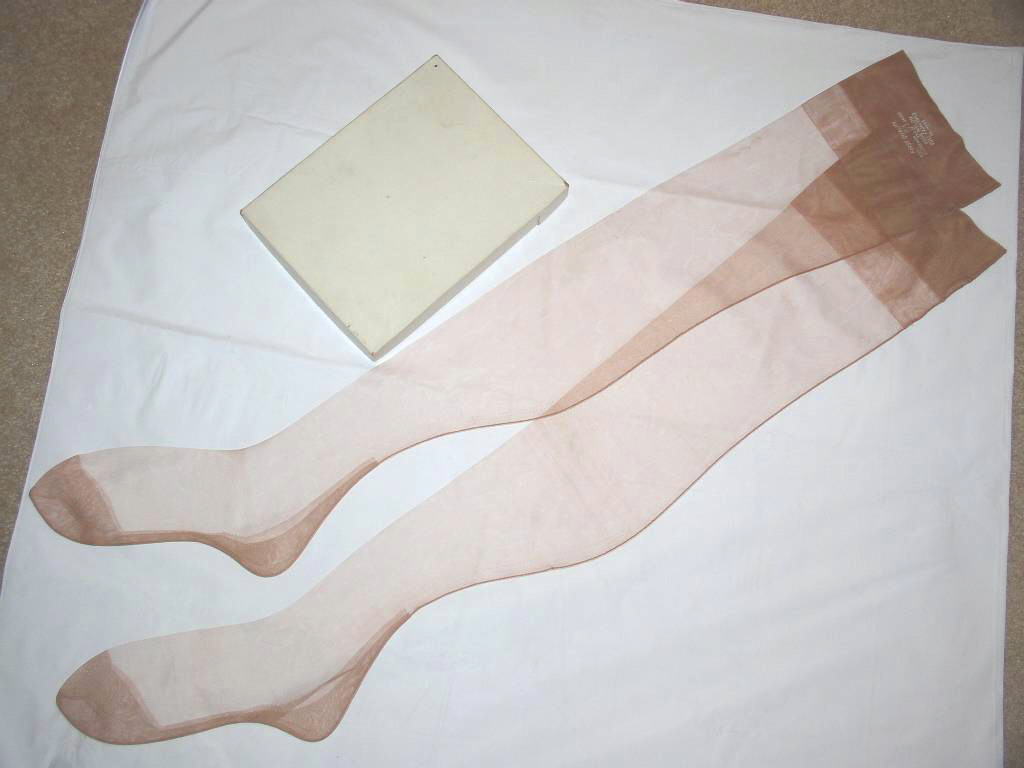
Punčochy Satin Sheers

Satin Sheers (česky: průsvitný satén) je technika výroby zátažných pletenin, při které se střídá vždy jeden řádek z hladké polyamidové nití s řádkem z lycry obeskané polyamidovým filamentem. Pletenina má měkký omak, hedvábný lesk, trvalou formu a je velmi trvanlivá .
Používá se na punčochové zboží s označením Lycra® Satin Sheers  